# Attentat de l'Italicus Express

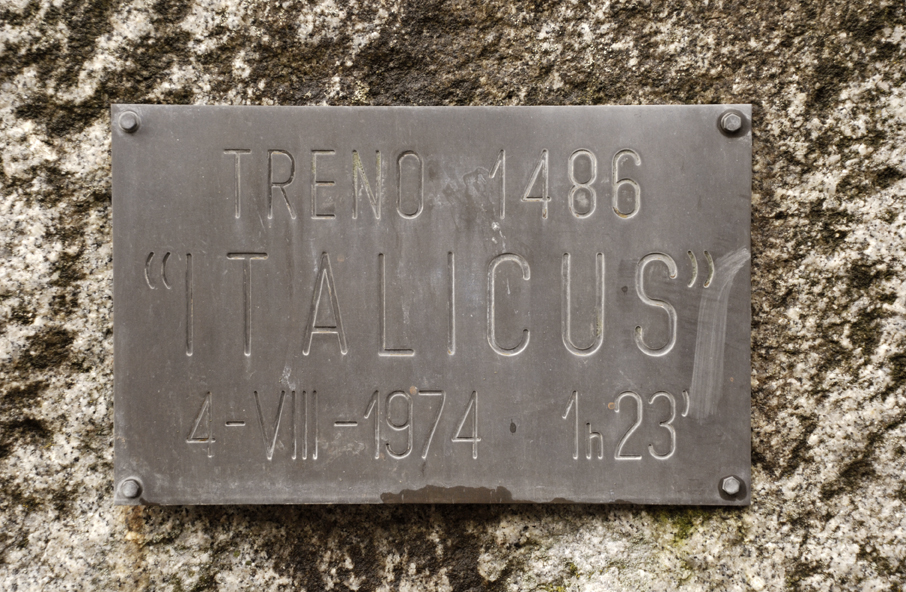
Plaque commémorative.

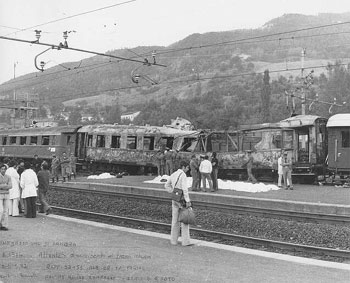
Le train Italicus détruit par l'explosion.

L'attentat de l'Italicus Express (italien : Strage del treno Italicus) est un attentat à la bombe perpétré le 4 août 1974, — en plein milieu des années de plomb — contre le train Italicus,, près de Bologne.

## Historique
L'Italicus Express était un train de nuit des Ferrovie dello Stato à bord duquel, aux premières heures du 4 août 1974, une bombe a explosé dans la voiture no 5, tuant 12 personnes et en blessant 48. Le train de l'express Rome-Brennero se rendait de Rome à Munich ; ayant quitté Florence environ 45 minutes plus tôt, il approchait de la fin du long tunnel de San Benedetto Val di Sambro sous les Apennins. La bombe avait été placée dans la cinquième voiture du train et a explosé à 1 h 23. Sous son propre élan, le train a atteint la fin du tunnel. Les effets de l'explosion et de l'incendie qui a suivi auraient été encore plus terribles si le train était resté dans l'espace confiné du tunnel. L'ancien Premier ministre italien Aldo Moro était dans le train le 3 août, mais il en est descendu avant que le train ne quitte Rome,,,,.

## Revendication
L'attentat fut revendiqué par le groupe néofasciste Ordine Nero (Ordre Noir) dans les termes suivants : « Giancarlo Esposti è stato vendicato. Abbiamo voluto dimostrare alla nazione che siamo in grado di mettere le bombe dove vogliamo, in qualsiasi ora, in qualsiasi luogo, dove e come ci pare. Vi diamo appuntamento per l'autunno; seppelliremo la democrazia sotto una montagna di morti ». (« Nous avons vengé Giancarlo Esposti. Nous voulions montrer à la nation que nous pouvions mettre une bombe où nous voulions, à n'importe quelle heure, dans n'importe quel lieu, où et comme nous le voulions. Nous nous reverrons à l'automne ; nous allons noyer la démocratie sous une montagne de morts »,,.

## Liste des victimes mortes dans l'attentat
- Elena Donatini
- Nicola Buffi
- Herbert Kotriner
- Nunzio Russo
- Maria Santina Carraro
- Marco Russo
- Tsugufumi Fukada
- Antidio Medaglia
- Elena Celli
- Raffaella Garosi
- Wìlbelmus Jacobus Hanema
- Silver Sirotti

## Enquête et procédure judiciaire
Aurelio Fianchini, un militant de gauche qui vient de s'échapper de prison, a déclaré à la presse que la bombe avait été placée dans l'Italicus Express par le commando subversif de Mario Tuti : Piero Malentacchi (qui avait placé l'explosif à la gare ferroviaire de Florence Santa Maria Novella), Luciano Franci et Margherita Luddi. Ils ont reçu l'ordre des organisations terroristes fascistes italiennes  Fronte Nazionale Rivoluzionario (front national révolutionnaire) et Ordine Nuovo.
À l'époque, la police et les services de renseignements savaient que Tuti était un subversif. Quelques mois après l'attentat d'Italicus, une femme a déclaré au juge Mario Marsili, beau-fils de Licio Gelli de la loge maçonnique Propaganda Due, que l'auteur du massacre était Tuti. Des accusations ont rapidement été portées par le magistrat, mais la femme a été internée dans un hôpital psychiatrique en tant que mythomane.
L'enquête n'a pas abouti à une issue judiciaire et les procès qui ont suivi l'attentat ont eu des résultats contrastés, entre de multiples tentatives de tromperie et d'apparitions de secret d'État (2 septembre 1982 et 28 mars 1985). 
L'identification certaine des auteurs du massacre et les personnes arrêtées sont relaxées par la justice faute de preuves.
La commission parlementaire met néanmoins en évidence la relation de l'attentat avec loge P2 en ces termes :
« À tel point, et dans l'attente des conclusions de l'analyse qui va être effectuée, on peut dire que les enquêtes menées par les juges bolonais, tout comme elles ont servi de base à un acquittement pour responsabilité personnelle insuffisamment prouvée des défendeurs, constituent également une base très solide, lorsqu'elles sont complétées par d'autres éléments en possession de la Commission, pour affirmer que l'attentat de l'Italicus est imputable à une organisation terroriste d'inspiration néo-fasciste ou néo-nazie opérant en Toscane ; que la Loge P2 a effectué le travail d'incitation aux attentats et de financement des groupes de la droite extraparlementaire toscane ; que la Loge P2 est donc sérieusement impliquée dans le massacre d'Italicus et peut même s'en attribuer la responsabilité en termes non judiciaires mais historico-politiques, en tant que contexte économique, organisationnel et moral essentiel. »,.